# Bobby Boswell
Robert Allen "Bobby" Boswell (* 15. März 1983 in Austin (Texas)) ist ein US-amerikanischer Fußballspieler, der auf der Position eines Abwehrspielers spielt. Seit 2014 steht er bei D.C. United in der Major League Soccer (MLS), der höchsten Spielklasse im nordamerikanischen Fußball, unter Vertrag.

## Spielerkarriere

### Jugend und College
Boswell wurde in Texas geboren, wuchs aber in Tampa, Florida auf. Er spielte bereits als Kind Fußball und war für die Clearwater Chargers, einem lokalen Jugendfußballklub, aktiv. Nach der High School besuchte er die Florida International University in Miami, Florida. Dort spielte Bobby College Soccer für die FIU Golden Panthers. Am Ende seiner College-zeit wurde er weder im MLS SuperDraft noch im Supplemental Draft von einer Major-League-Soccer-Mannschaft ausgewählt.

### Anfänge bei D.C. United
Boswell bekam die Chance bei D.C. United in der Vorsaison mitspielen zu dürfen. Er konnte die Verantwortlichen überzeugen und wurde für die Saison 2005 verpflichtet. Durch eine Verletzung von Bryan Namoff wurde Boswell zu Beginn der Saison Stammspieler. Er begann die Saison mit guten Spielen, stellte aber mit drei Eigentoren einen neuen Ligarekord auf. In der Saison 2006 konnte er seinen Stammplatz verteidigen und wurde am Ende der Spielzeit zum besten Verteidiger der MLS gewählt.

### Houston Dynamo
Am Ende der Saison 2007 wurde er nach Houston Dynamo, im Austausch für Zach Wells und einem Pick in der zweiten Runde des MLS SuperDraft 2009, transferiert. Auch hier konnte er sich als Stammspieler durchsetzen.

### Rückkehr zu D.C. United
Nachdem sein Vertrag Ende 2013 ausgelaufen war, kam er in den MLS Re-Entry Draft. Dort wurde er von D.C. United erneut verpflichtet.

### Nationalmannschaft
Januar 2006 wurde Boswell zum ersten Mal in die Fußballnationalmannschaft der Vereinigten Staaten berufen. Sein erstes Länderspiel absolvierte er am 19. Februar 2006 gegen Guatemala.

## Erfolge
D.C. United
- 2× Erhalt des MLS Supporters’ Shield: 2006 und  2007
- 1× MLS Defender of the Year: 2006
- 2× MLS Best XI: 2006, 2014